# 浜松市教育委員会
浜松市教育委員会（はままつしきょういくいいんかい）は、静岡県浜松市中央区中央一丁目2番1号、イーステージ浜松オフィス棟5・6階に拠点を置く、浜松市の組織。浜松市内の教育に関連した調査などを行う行政委員会である。

## 概要
事務局として学校教育部に教育総務課、学校施設課、教職員課、指導課、保健給食課を置く。このほか、教育センターを中央区東三方町に置き、教育職員への専門的な研修や、社会教育諸団体に対する教育振興に関する事業を行っている。